# Polska Prawda
Polska Prawda – polska codzienna gazeta socjalistyczna o kierunku bolszewickim, wydawana w Mińsku, w języku polskim, od 16 listopada (3 listopada st. st.) 1917 roku do 19 lutego 1918 roku. Do numeru 25. nosiła tytuł „Prawda”. Stanowiła organ władz mińskiej grupy Polskiego Zjednoczenia Socjalistycznego (PZS), a jej założycielami i redaktorami byli Stanisław Berson, Stefan Heltman i S. Jankowski. Ukazywała się nieregularnie, w sumie 76 numerów.
Gazeta wiele uwagi poświęcała tłumaczeniu kwestii związanych z rewolucją październikową i komentowaniu działań I Korpusu Polskiego gen. Józefa Dowbor-Muśnickiego. Wzywała do tworzenia polskich batalionów rewolucyjnych i określała ich zadania, popierała listę nr 9 od bolszewików, łotewskich socjaldemokratów i PZS w wyborach do Zgromadzenia Ustawodawczego Rosji 25 listopada (12 listopada st. st.) 1917 roku. Drukowała postanowienia i obwieszczenia pododdziału ds. polskich Rady Komisarzy Ludowych Obwodu Zachodniego i Frontu, rezolucje i sprawozdania z mityngów i zjazdów, korespondencje z prowincji, informacje na temat sytuacji w Polsce i inne.